# Världens Konstdag
Världens Konstdag (World Art Day) är en internationell temadag 15 april för att uppmärksamma konsten (måleri, skulptur, arkitektur, poesi, musik). Sammanhällande för dagen är International Association of Art har som syfte att öka medvetenheten om konsten i hela världen.
Det första firandet av World Art Day hölls 2012. Datumet 15 april valdes för att hedra Leonardo da Vinci som levde 15 april 1452 – 2 maj 1519.